# Супер, Роберто
Роберто Федерико Супер Онфре (исп. Roberto Federico Souper Onfray; 2 мая 1927, Анголь — 24 августа 2015, Сантьяго) — чилийский военный и ультраправый активист, подполковник бронетанковых войск, лидер мятежа «танкетасо» против правительства Сальвадора Альенде. После подавления мятежа арестован, но вскоре освобождён после военного переворота Аугусто Пиночета. При правлении хунты служил в армии и спецслужбе СЕНИ. Впоследствии обвинялся в убийстве Виктора Хары, но осуждён не был.

## На армейской службе
Происходил из чилийской военной династии. Основатель этой династии Роберт Супер Ховард был британским офицером-авантюристом на чилийской службе, активно участвовал в восстаниях 1850-х годов и в Тихоокеанской войне. Роберто Супер окончил в Сантьяго иезуитский колледж и военное училище, по семейной традиции поступил на службу в чилийскую армию. Служил в кавалерийском полку Húsares (Анголь) и полку президентского эскорта Granaderos (Икике). В начале 1970-х в звании подполковника командовал 2-м танковым полком, дислоцированным в Сантьяго.
Придерживался крайне правых взглядов, был убеждённым националистом и антикоммунистом. Враждебно относился к левому «Народному единству» и правительству президента-социалиста Сальвадора Альенде. Его отец Хорхе, братья Хайме и Патрисио, сводный брат Карлос Энрике состояли в ультраправой террористической организации «Родина и свобода» (PyL). Хорхе Супер-старший возглавлял организацию PyL в Консепсьоне, проявлял публичную агрессивность и вызывал особую ненависть левых.
Роберто Супер почти открыто симпатизировал антиправительственному вооружённому подполью. В отчёте ЦРУ США от августа 1971 года он упоминался в кратком перечне офицеров, уже тогда готовых выступить против Альенде — наряду с такими военачальниками, как Аугусто Пиночет и Хулио Канесса Роберт.
В июне 1973 несколько его единомышленников были арестованы по обвинению в военном заговоре. Во главе заговора стоял капитан 2-го танкового полка Серхио Рока, прямо подчинённый Суперу. Аресту по ордеру подлежал и командир полка. Главнокомандующий чилийской армией генерал Карлос Пратс приказал отстранить подполковника Супера от командования 2-м танковым полком.

## В военном мятеже
Утром 29 июня 1973, явившись в казарму, подполковник Супер узнал о своём увольнении. Новым командиром полка назначался сторонник Альенде подполковник Домич. Группа офицеров, особенно лейтенанты Эдвин Димтер Бьянки, Гильермо Гассет и Марио Гарай, поставили перед Супером выбор: вооружённое выступление против Альенде или немедленный арест. К бунту призывали и активисты PyL, в том числе Пабло Родригес. Роберто Супер решился на мятеж фактически без подготовки.
Колонна из шести танков и десяти бронемашин с восемью десятками солдат и офицеров двинулась к президентскому дворцу Ла-Монеда. По пути мятежники не встречали сопротивления и сами не применяли насилия. Супер планировал захватить резиденцию главы государства и здание министерства обороны, объявить об отставке президента Альенде и министра обороны Хосе Тоа, после чего власть должна была перейти к генералам и политикам правой оппозиции. При этом мятежники рассчитывали, что Альенде в его доме арестуют другие части.
Завязалось боестолкновение с дворцовой и министерской охраной. Мятежники вели пулемётный огонь, охранники-карабинеры интенсивно отвечали из стрелкового оружия. Димтер на танке сумел протаранить ворота, прорваться в министерство и освободить Серхио Року. Удалось проникнуть и в некоторые помещения Ла-Монеды. Были убиты несколько человек — по разным данным, от 5 до 22. Среди них — аргентинский кинооператор шведского происхождения Леонардо Хенриксен, успевший заснять собственную гибель.
На подавление мятежа прибыл артиллерийский полк Tacna. Огневая демонстрация показала превосходство правительственных сил. Генерал Карлос Пратс ультимативно потребовал сложить оружие. Роберто Супер заколебался. Но командование фактически принял капитан Рока, готовый к дальнейшему противостоянию. Мятежники сдались, когда на усиление правительственных сил выдвинулся пехотный полк Buin и с ним генерал Аугусто Пиночет. Мятеж «танкетасо» продлился около трёх часов.
Подполковник Супер попытался скрыться в казарме под охраной верных ему солдат, но уже к вечеру 27 июня был арестован. Военная прокуратура возбудила против него уголовное дело о подстрекательстве к вооружённому мятежу. Однако в заключении Супер находился недолго.

## При хунте и после
11 сентября 1973 генерал Пиночет совершил военный переворот. Правительство Альенде было свергнуто. Противники «Народного единства» были освобождены. Уголовное дело 20 сентября закрыл генерал Эрман Бради в качестве военного судьи. Роберто Супер активно примкнул к новому режиму и участвовал в репрессиях. При правлении пиночетовской хунты Роберто Супер служил в спецслужбе СЕНИ, числился в штате региональной разведки Сантьяго. 
После возвращения Чили к гражданскому правлению и демократическим порядкам некоторое время оставался на службе, потом занимался исторической реконструкцией кавалерийской части. В 2005 году был обвинён в гибели Леонардо Хенриксена, в 2012, в причастности к убийству популярного певца Виктора Хары на Национальном стадионе в Сантьяго. Но ни в том, ни в другом случае не был привлечён к ответственности из-за преклонного возраста и болезни Альцгеймера. Скончался в возрасте 88 лет.
Был женат на чилийке британского происхождения Марии Евгении Вильшоу. Его сын Густаво Супер первым в нескольких поколениях нарушил военную традицию семейства и занялся гостиничным, риэлторским и консалтинговым бизнесом.